# Gonuris
Gonuris là một chi bướm đêm thuộc họ Erebidae.